# Новая Дмитриевка (Ульяновская область)
Новая Дмитриевка — село в Радищевском районе Ульяновской области России, в составе Радищевского городского поселения.
Население — 446 (2010)

## География
Село находится в пределах Приволжской возвышенности, являющейся частью Восточно-Европейской равнины, на левом берегу реки Терешка на высоте около 100 метров над уровнем моря. Почвы — чернозёмы остаточно-карбонатные.
Село расположено примерно в 8 км по прямой в юго-восточном направлении от районного центра посёлка городского типа Радищево. По автомобильным дорогам расстояние до районного центра составляет 9,9 км, до областного центра города Ульяновска — 210 км.
Часовой пояс
Новая Дмитриевка, как и вся Ульяновская область, находится в часовой зоне МСК+1. Смещение применяемого времени относительно UTC составляет +4:00.

## История
НОВАЯ ДМИТРИЕВКА (Однодворцы), деревня казенная, на речке Терешке, возникла в первой половине XVIII века. Основана солдатами-однодворцами. Называется Новой Дмитриевкой с 1840 года, когда помещики переселили часть крестьян на новые земли из Дворянской Терешки (ныне Радищево).
В Списке населённых мест Российской империи по сведениям за 1859 год Новая Дмитриевка (Однодворцы) упоминается как казённая деревня Хвалынского уезда Саратовской губернии, расположенная при речке Терешке по правую сторону просёлочного тракта из Хвалынска в город Кузнецк (через село Елшанку) на расстоянии 32 вёрст от уездного города. В населённом пункте насчитывалось 37 дворов, проживали 106 мужчин и 124 женщины.
Согласно Списку населённых мест Саратовской губернии 1914 года Новая Дмитриевка относилась к Дворянско-Терешской волости. По сведениям за 1911 год в селе проживали преимущественно бывшие государственные крестьяне, великороссы, составлявшие 2 сельских общества (60 и 27 дворов). Всего в селе насчитывалось 87 приписанных и 3 посторонних хозяйств (дворов), проживали 614 жителей. В селе имелись церковь и церковно-приходская школа.

## Население
Динамика численности населения по годам:
| Годы      | 1859 | 1911 | 1989 | 2002 |
| --------- | ---- | ---- | ---- | ---- |
| Население | 230  | 614  | ≈370 | 485  |

| 2010 |
| ---- |
| 446  |

Национальный состав
Согласно результатам переписи 2002 года русские составляли 85 % населения села. 
- В селе родился Герой Советского Союза Фатьянов, Андрей Ефремович.